# Преображение Господне (Болград)
„Свето Преображение Господне“ (на украински: Свято-Преображенський собор) е православна църква в град Болград. Попада в състава на Одеската и Измаилска епархия към Украинската православна църква от Московската патриаршия. Сградата на храма е изработена от архитект Аврам Иванович Мелников  (1784 – 1854). Стенописите в интериора са направени през 1912 – 1914 г. от художника Павел Пискарев.

## История
Началото на църквата е положено през 1820 г., На 12 май управителят на селищата на българските преселници – Сергей Николаевич Малевински публично чете декрет, който им дава колониални привилегии. Взима се решение на мястото на малка църква, където жителите се ограмотяват, българският народ в Бесарабия да построи величествена църква. След това пред олтара на местната църква е решено да се спази постановлението на цар Александър I. Сградата е завършена през 1838 г. Църквата е осветена на 29 октомври 1838 г. и тази дата става неин храмов празник. През 1938 г. в Царство България тържествено се отбелязва 100-годишнината на храма. Тогава се ражда идеята денят на освещаването на храма 29 октомври (16-и по стар стил) да бъде Ден на бесарабските българи.

### Пожар
В нощта на 25 срещу 26 януари 2012 г. е избухва пожар, при който се срутва куполът на храма. Това се случва пред очите на стотици жители на града. Спасителната служба и военните успяват да изнесат иконите. Потушаването на пожара продължава повече от 10 часа с участието на пожарни екипи и от съседните градове.
Веднага след пожара, в социалната мрежа Фейсбук е създаден „Инициативен комитет за възраждане на Свято-Преображенския събор в Болград“. Идеята е на българската телевизионна водеща Райна Манджукова (българка, родена в дн. Украйна) и е подкрепена от стотици съмишленици и желаещи да помогнат. Финансова подкрепа оказват българските общини – Тунджа (15 хил. лв.), Добрич (10 хил. лв.).
Към юни 2015 г. външната страна на купола е възстановен и се извършва реставрация на стенописите.

## Галерия
- Сградата през 1938 г.
- Църквата през 2013 г.
- Входа на църквата през 2014 г.
- Гледка към олтара през 2014 г.